# Floral Park
Floral Park és una població dels Estats Units a l'estat de Nova York. Segons el cens del 2000 tenia 15.967 habitants.

## Demografia
Segons el cens del 2000, Floral Park tenia 15.967 habitants, 5.770 habitatges, i 4.258 famílies. La densitat de població era de 4.499,9 habitants/km².
Dels 5.770 habitatges en un 34% hi vivien nens de menys de 18 anys, en un 60,9% hi vivien parelles casades, en un 9,9% dones solteres, i en un 26,2% no eren unitats familiars. En el 23,1% dels habitatges hi vivien persones soles l'11,6% de les quals corresponia a persones de 65 anys o més que vivien soles. El nombre mitjà de persones vivint en cada habitatge era de 2,76 i el nombre mitjà de persones que vivien en cada família era de 3,3.
Per edats la població es repartia de la següent manera: un 24,5% tenia menys de 18 anys, un 6,4% entre 18 i 24, un 28,3% entre 25 i 44, un 25,3% de 45 a 60 i un 15,6% 65 anys o més.
L'edat mediana era de 40 anys. Per cada 100 dones de 18 o més anys hi havia 85,4 homes.
La renda mediana per habitatge era de 73.719 $ i la renda mediana per família de 87.243 $. Els homes tenien una renda mediana de 56.527 $ mentre que les dones 38.592 $. La renda per capita de la població era de 31.183 $. Entorn del 2,2% de les famílies i el 3,1% de la població estaven per davall del llindar de pobresa.